# 德尔塔 (路易斯安那州)
德尔塔（英語：Delta），是美国路易斯安那州下属的一座村镇。根据2010年美国人口普查，该市有人口284人。建置上，属于“village”。